# Platycleis affinis
Platycleis affinis Fieber, 1853, comunemente noto come grillastro affine, è un insetto ortottero appartenente alla famiglia Tettigoniidae.

## Descrizione
Ha un colore grigiastro bruno e le sue dimensioni sono di 2 - 3 cm.
L'adulto è visibile principalmente nel periodo estivo.
Ha la particolarità di avere i testicoli proporzionalmente più grossi del mondo animale. In relazione al suo corpo la massa dei testicoli è del 14%, pari a oltre 10 kg per un uomo adulto.

## Distribuzione e habitat
La specie è diffusa in Europa meridionale, in Asia minore e nel Nord-Africa; in Italia è presente in tutta la penisola e in Sicilia.
Predilige i terreni aridi, le praterie mediterranee e le garighe costiere.